# Shoguna rufotestacea
Shoguna rufotestacea is een keversoort uit de familie kerkhofkevers (Monotomidae). De wetenschappelijke naam van de soort werd in 1884 gepubliceerd door George Lewis.